# Жовтневе повстання 1917 (Київ)
Жовтне́ві події в Києві (26 жовтня [8 листопада] — 31 жовтня [13 листопада] 1917) — збройна боротьба за владу в Києві після падіння Тимчасового уряду внаслідок жовтневого перевороту, що закінчилася перемогою Української Центральної Ради.

## Перебіг
25 жовтня (7 листопада) 1917 року до Києва надійшло повідомлення про події в Петрограді і слідом за цим постало питання про владу в місті та загалом на Україні. За владу змагалися Українська Центральна Рада, штаб Київського військового округу та комітет РСДРП (більшовиків). Найбільше шансів мала Центральна Рада, до складу якої входили представники дев'ятнадцяти політичних партій, у тому числі й більшовики. Останні не мали широкого впливу в Україні, їх підтримували лише 10 % населення. Напередодні жовтневих подій Центральна Рада перебувала в конфлікті з Тимчасовим урядом, від якого вона вимагала автономії України в складі Російської республіки. Саме це й збиралась тепер здійснити Центральна Рада, скориставшись обставинами, що склалися.
26 жовтня (8 листопада) за ініціативою Центральної Ради був утворений Крайовий комітет з охорони революції, який мав тимчасово здійснювати владу в Києві. До нього увійшли представники політичних партій, рад, міської думи. Комітет засідав у будинку Педагогічного музею. Штаб КВО підтримував Тимчасовий уряд Росії, а до Крайового комітету поставився з недовірою через те, що в його складі перебували й більшовики. 27 жовтня (9 листопада) Центральна Рада остаточно визначила своє негативне ставлення до перевороту в Петрограді, засудила дії більшовиків та заявила, що «буде рішучо боротись з усіма спробами підтримки цього повстання в Україні». Рада висловилась за утворення в Росії «однорідного соціалістичного уряду» з представників усіх соціалістичних партій.
Оскільки київські більшовики на чолі з Георгієм Пятаковим твердо стояли на ленінських принципах[яких?], вони, не згодні з позицією Центральної Ради, того ж дня залишили Крайовий комітет з охорони революції та провели об'єднані збори з представниками рад робітничих і солдатських депутатів, профспілок, фабзавкомів та військових частин (у приміщенні театру Бергоньє). І хоч було ясно, що можливе захоплення влади однією партією викличе незгоду інших політичних сил, призведе до розколу суспільства та громадянської війни, збори прийняли резолюцію про підтримку більшовицького повстання в Петрограді та проголошеної ним радянської влади. Своїми наступними рішеннями збори обрали ревком у складі більшовиків Яна Гамарника, Олександра Горвіца, Володимира Затонського, Андрія Іванова, Ісака Крейсберга, Івана Кулика та інших, якому передбачалося передати владу.
У відповідь на ці дії більшовиків, 28 жовтня (10 листопада) війська КВО, за наказом штабу, розпочали боротьбу з більшовиками. Вони оточили Маріїнський палац, де перебував ревком та розгромили приміщення виконкому Київської ради та комітету більшовицької партії. Майже всі члени Київського комітету РСДРП(б) та ревкому (загалом 14 осіб) були заарештовані. Того ж дня припинив своє існування Комітет з охорони революції, оскільки командуючий КВО генерал Михайло Квецинський відмовився йому підпорядковуватися.
У відповідь на дії штабу КВО більшовики 29 жовтня (11 листопада) утворили новий ревком, до якого увійшли не заарештовані Володимир Затонський, Андрій Іванов, Іван Кудрін та інші, і почали збройні сутички з військами КВО. У ці ж дні працювала VII сесія Центральної Ради. При обговоренні політичного становища у місті делегати ухвалили резолюцію «Про контрреволюційний виступ штабу округу».
29–31 жовтня (11–13 листопада) у місті тривали сутички. Зіткнення мали локальний характер, розвивалися скоріше спонтанно, ніж організовано та відбувались головним чином на Печерську та Деміївці. З боку штабу КВО було задіяно зовсім невелику кількість військ. Очевидно, генерали сподівались на підтримку хоча б частини членів Центральної Ради, але коли Рада їх не підтримала, командування КВО швидко склало зброю. 31 жовтня (13 листопада) у приміщенні штабу (знаходився в будинку № 11 по Банковій вулиці) було досягнуто угоди про припинення вогню. Невдовзі генерали та частина військ залишили Київ.
28 жовтня (10 листопада) функції ліквідованого Комітету з охорони революції перебрав на себе Генеральний Секретаріат, а 29 жовтня (11 листопада) сесія Центральної Ради утворила узгоджувальну комісію для опрацювання умов припинення бойових дій у Києві. Комісія, до складу якої увійшли представники від усіх впливових політичних сил, ухвалила, що влада в місті покладається на Українську Центральну Раду, яка мала діяти разом з Міською думою та радами робітничих та солдатських депутатів.
Слідом за переходом влади в Києві до Центральної Ради, VII сесія оголосила про перехід до ЦР влади по всій Україні. Про це було повідомлено у виданому 1 (14) листопада «Зверненні Центральної Ради до громадян України». 3 (16) листопада спільне засідання ЦР з виконкомами рад робітничих і солдатських депутатів Києва визнало Раду крайовою владою в Україні.
Наслідком переходу влади в Києві та в Україні до Центральної Ради стало проголошення 7 (20) листопада 1917 року ІІІ Універсалом Української Народної Республіки (УНР) автономною частиною демократичної Російської республіки зі столицею в Києві.